# Campeonato Mundial de Curling Femenino de 1995
El XVII Campeonato Mundial de Curling Femenino se celebró en Brandon (Canadá) entre el 8 y el 16 de abril de 1995 bajo la organización de la Federación Mundial de Curling (WCF) y la Federación Canadiense de Curling.
Las competiciones se realizaron en el Keystone Centre de la ciudad canadiense.

## Tabla de posiciones
| Pos | Equipo         | G | P | G–P |
| --- | -------------- | - | - | --- |
| 1   | Canadá         | 8 | 1 | 1–0 |
| 2   | Noruega        | 8 | 1 | 0–1 |
| 3   | Suecia         | 6 | 3 | –   |
| 4   | Alemania       | 5 | 4 | –   |
| 5   | Dinamarca      | 4 | 5 | –   |
| 6   | Estados Unidos | 4 | 5 | –   |
| 7   | Escocia        | 4 | 5 | –   |
| 8   | Suiza          | 4 | 5 | –   |
| 9   | Japón          | 2 | 7 | –   |
| 10  | Francia        | 0 | 9 | –   |

## Cuadro final
|  | Semifinales | Semifinales |   |          | Final        | Final |  |
|  |             |             |   |          |              |       |  |
|  |             |             |   |          |              |       |  |
|  | Canadá      | 10          |   |          |              |       |  |
|  | Alemania    | 4           |   |          |              |       |  |
|  |             |             |   |          |              |       |  |
|  |             |             |   |          |              |       |  |
|  |             |             |   |          | Canadá       | 5     |  |
|  |             | Suecia      | 6 |          |              |       |  |
|  |             |             |   |          |              |       |  |
|  |             |             |   |          |              |       |  |
|  |             |             |   |          | Tercer lugar |       |  |
|  |             |             |   |          |              |       |  |
|  | Noruega     | 4           |   | Alemania | 3            |       |  |
|  | Suecia      | 6           |   |          | Noruega      | 8     |  |